# Krzysztof Warzycha
Krzysztof ("Kristof") Ireneusz Warzycha (Katowice, 17 november 1964) is een voormalig profvoetballer uit Polen, die zijn actieve carrière in 2004 beëindigde bij Panathinaikos in Griekenland. Hij speelde als aanvaller, en werd in 1988 uitgeroepen tot Pools voetballer van het jaar. Na zijn actieve loopbaan stapte hij het trainersvak in. Zijn een jaar oudere broer Robert speelde eveneens op het hoogste niveau en kwam ook uit voor de Poolse nationale ploeg.

## Clubcarrière
Warzycha diende slechts twee clubs in zijn lange carrière: Ruch Chorzów en Panathinaikos. Met die laatste club won hij vijfmaal de Griekse landstitel. Bovendien werd hij driemaal gekroond tot topschutter van de hoogste afdeling van het Griekse voetbal, de Alpha Ethniki: 1994, 1995, 1998. Warzycha is de alltime-topscorer van Panathinaikos.
Warzycha bezorgde Ajax op 3 april 1996 de eerste thuisnederlaag in vier jaar tijdens de eerste halve finale van de Champions League: 0-1. In de return schakelde titelverdediger Ajax zijn club echter alsnog uit: 0-3.

## Interlandcarrière
Warzycha kwam in totaal vijftig keer (negen doelpunten) uit voor de nationale ploeg van Polen in de periode 1984–1997. Hij maakte zijn debuut op 27 maart 1984 in de vriendschappelijke uitwedstrijd tegen Zwitserland (1-1), toen hij Włodzimierz Smolarek na 72 minuten verving. Zijn vijftigste en laatste interland speelde Warzycha op woensdag 30 april 1997 in de WK-kwalificatiewedstrijd tegen Italië (3-0) in Napels.
| Interlanddoelpunten | Interlanddoelpunten | Interlanddoelpunten | Interlanddoelpunten       | Interlanddoelpunten | Interlanddoelpunten | Interlanddoelpunten | Interlanddoelpunten |
| #                   | Datum               | Locatie             | Wedstrijd                 | Goal                | Score               | Uitslag             | Type                |
| ------------------- | ------------------- | ------------------- | ------------------------- | ------------------- | ------------------- | ------------------- | ------------------- |
| 1.                  | 19/10/1988          | Chorzów             | Polen – Albanië           | 78'                 | 1 – 0               | 1 – 0               | WK-kwalificatie     |
| 2.                  | 08/02/1989          | San José            | Costa Rica – Polen        | 8'                  | 0 – 1               | 2 – 4               | Oefeninterland      |
| 3.                  | 08/02/1989          | San José            | Costa Rica – Polen        | 30'                 | 1 – 3               | 2 – 4               | Oefeninterland      |
| 4.                  | 12/02/1989          | Guatemala-Stad      | Guatemala – Polen         | 53'                 | 0 – 1               | 0 – 1               | Oefeninterland      |
| 5.                  | 19/05/1992          | Salzburg            | Oostenrijk – Polen        | 59'                 | 1 – 3               | 2 – 4               | Oefeninterland      |
| 6.                  | 27/05/1992          | Jastrzębie          | Polen – Tsjecho-Slowakije | 22'                 | 1 – 0               | 1 – 0               | Oefeninterland      |
| 7.                  | 19/05/1993          | Serravalle          | San Marino – Polen        | 56'                 | 0 – 2               | 0 – 3               | WK-kwalificatie     |
| 8.                  | 27/08/1996          | Bełchatów           | Polen – Cyprus            | 47'                 | 1 – 0               | 2 – 2               | Oefeninterland      |
| 9.                  | 10/11/1996          | Katowice            | Polen – Moldavië          | 76'                 | 2 – 0               | 2 – 1               | WK-kwalificatie     |

## Erelijst
Ruch Chorzów
- Pools landskampioen

1989
- Pools voetballer van het jaar

1988
- Pools topscorer

1989
 Panathinaikos
- Grieks landskampioen

1990, 1991, 1995, 1996, 2004
- Grieks topscorer

1994, 1995, 1998
- Grieks bekerwinnaar

1991, 1993, 1994, 1995, 2004
- Griekse Supercup

1993, 1994